# Бараты (сельское поселение)
Се́льское поселе́ние «Бара́ты»  (бур. Бороотойн hомон) — муниципальное образование в Селенгинском районе Бурятии Российской Федерации. 
Административный центр и единственный населённый пункт — посёлок Бараты.

## География
Через территорию сельского поселения проходит южная ветка Восточно-Сибирской железной дороги Улан-Удэ — Наушки. В посёлке Бараты расположена одноимённая железнодорожная станция.
МО СП «Бараты» на севере граничит с городским поселением «Город Гусиноозёрск», на юге — с сельским поселением «Гусиное Озеро». На востоке и юго-востоке территория поселения охватывает побережье Гусиного озера на протяжении 8 км от Баратуйского мыса на севере до ручья Ацай на юге и поднимается на запад и северо-запад на 5 км по склону Хамбинского хребта до лесных массивов, относящихся к Гусиноозёрскому лесничеству.

## Население
| 2002 | 2011 | 2012 | 2013 | 2014 | 2015 | 2016 |
| ---- | ---- | ---- | ---- | ---- | ---- | ---- |
| 913  | ↘588 | ↘580 | ↘562 | ↘537 | ↘517 | ↘515 |
| 2017 | 2018 | 2019 | 2020 | 2021 | 2023 | 2024 |
| ↘501 | ↘486 | ↘467 | ↘449 | ↘442 | ↘419 | ↘392 |

## Экономика
Станция Бараты, Гусиноозёрская дистанция пути ВСЖД, лесозаготовки, сельское хозяйство.